# 阿尔芒蒂约
阿尔芒蒂约（法語：Armentieux，法語發音：[aʁmɛ̃tjø]）是法国热尔省的一个市镇，属于米朗德区。该市镇总面积4.83平方公里，2009年时的人口为86人。

## 人口
阿尔芒蒂约人口变化图示